# Sapere aude

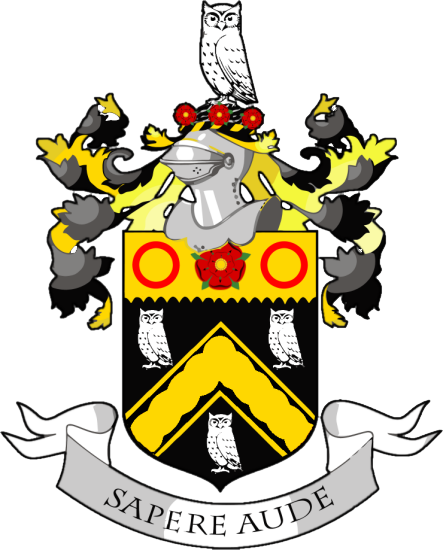
Sapere aude på vapenskölden för Oldham (County Borough of Oldham).

Sapere aude är en latinsk fras som betyder våga veta (det vill säga "ha mod att göra bruk av ditt eget förstånd, utan någon annans vägledning"). Den användes första gången av den romerska poeten Horatius i hans verk Epistularum liber primus från år 20 f.Kr. Den användes bland annat av Immanuel Kant som ett motto för upplysning.
Många universitet och utbildningsinstitutioner har använt frasen som valspråk. 
Sapere aude är namnet på den socialdemokratiska studentföreningen på Södertörns högskola, bildad 1997. Sapere Aude Trust är en stiftelse knuten till Stenbecksfären.